# Сънфлауър (окръг, Мисисипи)
Окръг Сънфлауър (на английски: Sunflower County) е окръг в щата Мисисипи, Съединени американски щати. Площта му е 1831 km², а населението - 25 971 души (1 април 2020). Административен център е град Индианола.